# 普羅卡濟涅
49°19′11″N 38°54′34″E / 49.31972°N 38.90944°E
普羅卡濟內（烏克蘭語：Проказине）是位於烏克蘭東部的村莊，由盧甘斯克州舊比利斯克區的舊比利斯克市鎮負責管轄。該村處於比拉河畔，始建於1963年，面積0.58平方公里，海拔高度58米，2001年人口260。